# Саитов, Уильдан Гильманович
 Уильдан Гильманович Саитов  (род. 17 ноября 1951, д. Абдулнасырово Хайбуллинского района БАССР) —сотрудник научного издательства «Башкирская энциклопедия»;  министр культуры РБ (1995—1997), заслуженный работник печати и массовой информации Республики Башкортостан (2011).

## Биография
Я по натуре общественник. 

В наше время такое было воспитание. 

Быть полезным своему народу, 

республике, стране. При этом

не кичиться достигнутым.
Уильдан Гильманович Саитов родился 17 ноября 1951 года в дер. Абдулнасырово Хайбуллинского района БАССР. Окончив школу и Баймакский сельхозтехникум (специальность — агроном), работал помощником бригадира совхоза «Хайбуллинский» Матраевского района БАССР.
На комсомольской работе с 1971 года — инструктор (1971—1973), 1‑й секретарь Хайбуллинского районного комитета ВЛКСМ (1977—1979). В Башкирском обкоме ВЛКСМ (с 1979 г.) занимал должности зам. зав. отделом комсомольских организаций, секретаря.
В 1977 году окончил Высшую комсомольскую школу при ЦК ВЛКСМ, в 1991 году — Академию общественных наук ЦК КПСС, учился в аспирантуре Академии. В 1991 году защитил диссертация на тему: «Творческая молодежь в условиях демократизации общественной жизни: характеристика, пути формирования». Кандидат философских наук (1991).
С 1980 по 1982 годы работал в республиканских молодёжных газетах «Ленинсы» — «Ленинец», «Молодёжная газета».
С 1986 года, как секретарь Башкирского обкома ВЛКСМ, входил в состав Наблюдательной комиссии при Совете Министров Башкирской АССР, контролирующей соблюдение прав человека в местах принудительного содержания в БАССР.
На партийной работе с 1987 года. Занимал должности инструктора Башкирского областного комитета КПСС, зам. зав. идеологическим отделом Башкирского республиканского комитета Коммунистической партии РСФСР (с 1991). После роспуска КПСС, с 1992 года, работал в Институте истории, языка и литературы УНЦ РАН — старшим научным сотрудником. Область научных интересов Саитова — вопросы молодёжной политики, региональная энциклопедистика.
С 1995 года работал в Правительстве РБ министром культуры РБ (1995—1997).
В Научно‑издательском комплексе «Башкирская энциклопедия» работает с 1993 года, будучи 1‑й заместителем главного редактора, директором (с 1998 г., генеральным директором (до 2017 г.), а с 2008 года - руководитель Научно‑исследовательского центра по проблемам региональной энциклопедистики. Под руководство Саитова У. Г. издательством выпущены многотомная Башкирская энциклопедия на русском и башкирском языках, энциклопедии Салават Юлаев, Военная история башкир; Абзелиловская, Ишимбайская, Баймакская, Хайбуллинская энциклопедии и др.
В настоящее время проживает в г. Уфе, увлекается фотографией, рисованием, садоводством, театром.

## Библиграфия
Автор около 70 научных работ, включая:
- Саитов У. Г. Творческая молодежь в условиях демократизации общественной жизни: характеристика, пути формирования. Автореферат дис. … канд. философ. наук. — М., 1991. — 18 с.
- Становление творческой молодёжи: на материалах Башкортостана. — Уфа, 1994.
- Башкирская художественная интеллигенция: происхождение, становление, взаимодействие с обществом и властью. — Уфа, 2004.
- Башкирская энциклопедистика: зарождение, становление, развитие. — Уфа, 2008.
- Саитов У. Г. Национальнорегиональные энциклопедии России: основа и особенности развития // Библиотековедение. — 2012. — № 1. — С. 62—67.

## Награды и звания
- Орден «Знак Почета» (1986);
- Отличник печати СССР;
- Государственная премия РБ в области науки и техники (2015);
- Заслуженный работник печати и массовой информации РБ.
- Лауреат премии им. Р. Уметбаева в области литературы, публицистики, образования, искусства[3].